# Kevin Packet
Kevin Packet (* 14. März 1992 in Oudenburg) ist ein belgischer Fußballspieler auf der Position eines Mittelfeldspielers. 

## Karriere

### Jugend und Vereinskarriere
Der im Norden von Flandern geborene Packet begann seine aktive Karriere als Fußballspieler in seiner Geburtsstadt Oudenburg und später im nur fünf Kilometer südlich befindlichen Ostende. Dort gehörte er der Jugend des KV Ostende an, die er im Jahre 2007 verließ, um innerhalb der Provinz Westflandern nach Brügge zum dort aktiven Cercle Brügge zu wechseln.
Nachdem er bereits zuvor einige Zeit mit der Profimannschaft mittrainierte, unterzeichnete er am Karfreitag, dem 10. April 2009, seinen ersten Profivertrag in seiner Karriere. Sein Vertrag bei Cercle Brügge, dessen Vereinsführung schon sei längerem darauf bedacht ist, der Jugend eine gute Ausbildungsmöglichkeit zu bieten, hat eine Laufzeit von drei Jahren.
Zu seinem Profiligadebüt kam der damals 17-jährige Packet am 17. Januar 2010, als er bei einem 4:1-Auswärtssieg über Germinal Beerschot in der 88. Spielminute für Frederik Boi eingewechselt wurde, nachdem dieser nur einige Minuten zuvor mit der gelben Karte verwarnt wurde. Dies sollte allerdings sein einziger Einsatz bleiben und so wurde er 2012 an Standaard Wetteren abgegeben. Davor war er schon für ein halbes Jahr an den KVV Coxyde verleihen. Die Saison 2014/15 spielte er dann erneut dort. Seit dem Sommer 2015 ist kein neuer Verein des Spielers bekannt.

### International
Packet absolvierte zwischen 2008 und 2010 insgesamt 12 Partien für diverse belgische Jugendnationalmannschaften, ein Tor gelang ihm dabei nicht.